# دگیتاریوف
دگیتاریوف (روسی: Degtyaryov) شرکت مهندسی روسی است که در سال ۱۹۱۶ تأسیس شد.